# 第1次ロマーノ・プローディ内閣
第1次ロマーノ・プローディ内閣（だい1じロマーノ・プローディないかく、Governo Prodi I）は、かつて存在したイタリアの内閣。首相（閣僚評議会議長）はロマーノ・プローディ（第76代）。

## 概要
- 与党 - オリーブの木（左翼民主党、イタリア刷新、イタリア人民党、緑の連盟など）
- 閣外協力 - 共産主義再建党

### 就任日
1996年5月18日

### 退任日
1998年10月21日

## 閣僚一覧
| 閣僚                        | 代 | 画像 | 氏名                           | 就任日         | 退任日         | 所属政党              | 備考       |
| --------------------------- | -- | ---- | ------------------------------ | -------------- | -------------- | --------------------- | ---------- |
| 首相 （閣僚評議会議長）     | 76 |      | ロマーノ・プローディ           | 1996年5月18日  | 1998年10月21日 | 無所属                |            |
| 副首相 （閣僚評議会副議長） |    |      | ワルテル・ベルトローニ         | 1996年5月18日  | 1998年10月21日 | 左翼民主党（PDS）     |            |
| 文化財・文化活動相          |    |      | ワルテル・ベルトローニ         | 1996年5月18日  | 1998年10月21日 | 左翼民主党（PDS）     | 副首相兼任 |
| 外相                        |    |      | ランベルト・ディーニ           | 1996年5月18日  | 1998年10月21日 | イタリア刷新（RI）    |            |
| 内相                        |    |      | ジョルジョ・ナポリターノ       | 1996年5月18日  | 1998年10月21日 | 左翼民主党（PDS）     |            |
| 国家予算相                  |    |      | カルロ・アツェリオ・チャンピ   | 1996年5月18日  | 1998年10月21日 | 非議員                |            |
| 金融相                      |    |      | ヴィンセンゾ・ヴィスコ         | 1996年5月18日  | 1998年10月21日 | 左翼民主党（PDS）     |            |
| 国防相                      |    |      | ベニアミノ・アンドレッタ       | 1996年5月18日  | 1998年10月21日 | イタリア人民党（PPI） |            |
| 司法相                      |    |      | ジョヴァンニ・マリア・フリック | 1996年5月18日  | 1998年10月21日 | 非議員                |            |
| 産業流通相                  |    |      | ピエル・ルイジ・ベルサーニ     | 1996年5月18日  | 1998年10月21日 | 左翼民主党（PDS）     |            |
| 農業相                      |    |      | ミケル・ピント                 | 1996年5月18日  | 1998年10月21日 | イタリア人民党（PPI） |            |
| 教育・大学・研究相          |    |      | ルイージ・ベルリンガー         | 1996年5月18日  | 1998年10月21日 | 左翼民主党（PDS）     |            |
| 保健相                      |    |      | ロージー・ビンディ             | 1996年5月18日  | 1998年10月21日 | イタリア人民党（PPI） |            |
| 労働・社会保障相            |    |      | ティジアノ・トレウ             | 1996年5月18日  | 1998年10月21日 | イタリア刷新（RI）    |            |
| 公共事業相                  |    |      | アントニオ・ディ・ピエトロ     | 1996年5月18日  | 1996年11月20日 | 無所属                |            |
| 公共事業相                  |    |      | パオロ・コスタ                 | 1996年11月20日 | 1998年10月21日 | 無所属                |            |
| 流通相                      |    |      | クラウディオ・バーランド       | 1996年5月18日  | 1998年10月21日 | 左翼民主党（PDS）     |            |
| 環境相                      |    |      | エドアルド・ロンチ             | 1996年5月18日  | 1998年10月21日 | 緑の連盟（Verdi）     |            |
| 通信相                      |    |      | アントニオ・マッカニコ         | 1996年5月18日  | 1998年10月21日 | 民主連合（UD）        |            |
| 国際貿易相                  |    |      | アウグスト・ファントッジ       | 1996年5月18日  | 1998年10月21日 | イタリア刷新（RI）    |            |
| 無任所相 （地方行政担当）   |    |      | フランコ・バッサニーニ         | 1996年5月18日  | 1998年10月21日 | 左翼民主党（PDS）     |            |
| 無任所相 （機会均等担当）   |    |      | アンナ・フィノッキアーロ       | 1996年5月18日  | 1998年10月21日 | 左翼民主党（PDS）     |            |
| 無任所相 （社会連帯担当）   |    |      | リウィア・トゥルコ             | 1996年5月18日  | 1998年10月21日 | 左翼民主党（PDS）     |            |
| 無任所相 （議会関係担当）   |    |      | ジョルジオ・ボッジ             | 1997年5月14日  | 1998年10月21日 | 左翼民主党（PDS）     |            |